# Tarso Toussidé
Der Tarso Toussidé ist ein 3315 Meter hoher Schichtvulkan im Nordwesten der Republik Tschad. Er bildet ein breites Vulkanmassiv am westlichen Rand des Tibesti-Gebirges und bedeckt ein Gebiet von ca. 6000 km².
Der Hauptgipfel des Vulkans entstand am westlichen Rande einer 14 km breiten Caldera aus dem Pleistozän. Das Massiv erhebt sich über präkambrischen Schiefern im Osten und Sandsteinen aus dem Paläozän im westlichen Teil. Auf dem Gipfel finden sich zahlreiche Fumarolen und sehr junge Lavaströme aus trachytischen und trachyt-andesitischen Materialien. Diese bedecken eine Fläche von ca. 288 km² und erstrecken sich 28 km vom Gipfel, vornehmlich auf der westlichen Seite des Hauptkraters.

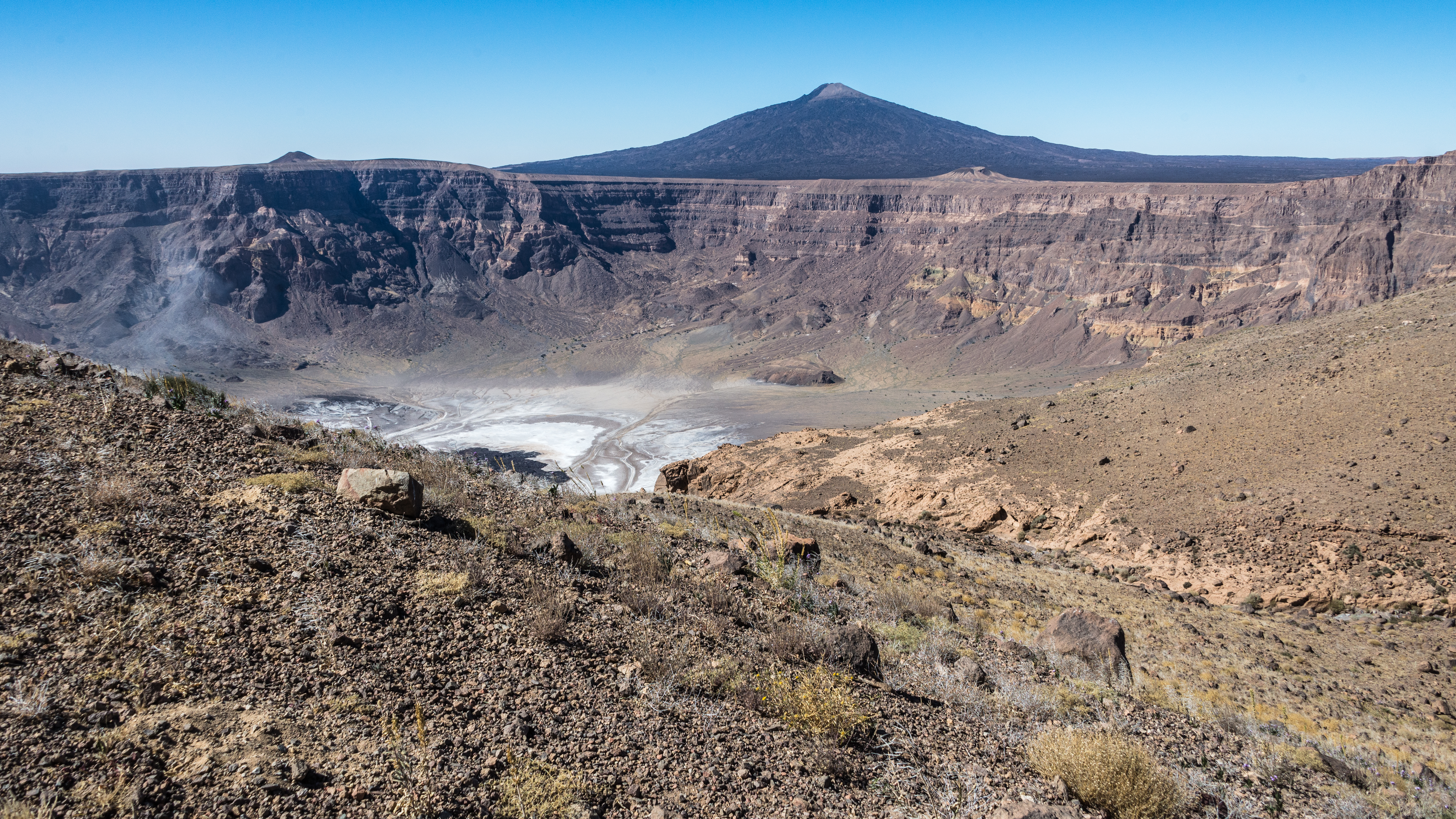
Caldera des Trou au Natron mit Toussidé im Hintergrund

Südöstlich des Toussidé befindet sich die 1 km tiefe und 8 km weite Caldera Trou au Natron. Die Vulkane Ehi Timi und Ehi Sosso und der kleinere 1,5 km breite Krater des Doon Kidimi befinden sich an den nordöstlichen und ostsüdöstlichen Flanken des Tarso Toussidé-Massivs.